# Symplocos composiracemosa
Symplocos composiracemosa är en tvåhjärtbladig växtart som beskrevs av Nooteboom. Symplocos composiracemosa ingår i släktet Symplocos och familjen Symplocaceae. Inga underarter finns listade i Catalogue of Life.